# Mathieu de la Drôme
Philippe Antoine Mathieu dit Mathieu de la Drôme, né le 7 juin 1808 à Saint-Christophe-et-le-Laris (Drôme) et mort le 16 mars 1865 à Romans-sur-Isère (Drôme), est un homme politique et savant français.

## Biographie
Philippe Antoine Mathieu naît le 7 juin 1808 à Saint-Christophe-et-le-Laris, près de Romans-sur-Isère. Il est le fils de Joseph Mathieu, cultivateur, et de son épouse, Rose Brun. Son frère aîné, Joseph-Romain Mathieu, est écrivain et auteur de grammaires.
Mathieu étudie au petit séminaire de Valence. Puis il s᾿installe à Lyon et fonde un cours privé, où il donne des conférences littéraires et scientifiques. Il prend part à la révolution de 1830. En 1846, il quitte Lyon pour Romans où il crée un nouvel établissement, l᾿Athénée des belles lettres.

### La trajectoire politique de Mathieu de la Drôme
Dans les années 1840, il s᾿engage dans l᾿action politique, participe à des banquets réformistes, s᾿exprime en faveur d᾿un abaissement du cens électoral. Le suffrage universel (masculin), conçu comme le moyen d᾿émancipation des couches populaires, est le grand credo de Mathieu. Mais son activisme inquiète les autorités : l᾿Athénée, où il donne des cours d᾿économie politique, est interdite.
Ses positions se radicalisent : d᾿un réformisme modéré, qui voyait dans la monarchie de Juillet la perspective d᾿une émancipation politique et sociale, il évolue vers des convictions républicaines et socialisantes. En 1847, il fonde une revue mensuelle, La Voix d᾿un solitaire. Elle fait partie, avec Le Courrier de la Côte d'Or de Pierre Joigneaux ou Le Patriote des Alpes de Saint-Romme, de ces publications locales, de diffusion restreinte, qui constituent le gros de la production éditoriale républicaine sous la monarchie de Juillet.
Mathieu accueille avec enthousiasme la révolution de 1848. Chef de file des républicains de la Drôme, il est élu à la Constituante le 23 avril, et y gagne son surnom. Il siège à l᾿extrême gauche, avec la Montagne, et se fait connaître en défendant — vainement — l᾿inscription du « droit au travail » dans le préambule de la Constitution. En novembre 1848, il participe à la Solidarité républicaine avec Ledru-Rollin et Charles Delescluze. Réélu à l᾿Assemblée aux élections de mai 1849, il s᾿oppose à la politique du prince-président. En 1850, il est fait président de l'association du sud-est, mais ne subit aucune conséquence du procès qui se tient l'année suivante. Il est expulsé vers la Belgique au moment du Coup d'État du 2 décembre 1851 mais il peut regagner la France dès l'été 1852, après quelques mois d᾿exil.

### Mathieu de la Drôme et la science météorologique
Sous le second Empire, Mathieu de la Drôme se fait connaître en publiant un ouvrage consacré à la prédiction du temps par les phases lunaires (De la prédiction du temps, 1862). Il adresse de nombreuses prédictions aux journaux et à l'Académie des sciences. S'ensuit une polémique au cours de laquelle il s'oppose au directeur de l'Observatoire de Paris, Urbain Le Verrier, sur fond d'enjeux politiques (Le Verrier est l'un des principaux soutiens de Napoléon III au sein du monde savant).
En novembre 1863, Mathieu de la Drôme publie le premier numéro d'un Almanach annuel, basé sur ses prédictions. Le succès de cette publication va être massif. Les almanachs Mathieu de la Drôme paraissent sans discontinuer pendant plus de soixante-quinze ans, de 1863 à 1939. En effet, la mort de Mathieu de la Drôme n᾿interrompt pas la publication. Son gendre, Louis Neyret, reprend dès l'édition de 1866 la fonction de pronostiqueur. Après le gendre, ce sera au tour d'Ernest Dupuy, le petit-fils de Mathieu de la Drôme, de diriger cette publication jusqu'à la veille de la seconde guerre mondiale.
Philippe Antoine Mathieu meurt le 16 mars 1865 à Romans-sur-Isère.

## Recherche et inventions
Mathieu de la Drôme a déposé nombre de brevets à l'Institut National de la Propriété Industrielle (INPI), notamment : 
- Création des armes à feu dites "fulminantes" (dont le canon peut recevoir plusieurs charges superposées),
- Armes à chargement sans baguette,
- Lampe à hydrogène liquide,
- Bains à hydrofère ou bains de poussière d'eau,
- Appareil dit "compteur-contrôleur",
- "Gazo-facteur"

## Écrits
- Observations au sujet des publications de Joseph-Romain Mathieu, Imprimerie Aurel, Valence, 1855, 16 p.
- De la prédiction du temps, Mallet-Bachelier, Paris, 1862, 62 p.

## Sources
- « Mathieu de la Drôme », dans Adolphe Robert et Gaston Cougny, Dictionnaire des parlementaires français, Edgar Bourloton, 1889-1891 [détail de l’édition]
- Joseph Brun-Durand, Dictionnaire biographique et biblio-iconographique de la Drôme : contenant des notices sur toutes les personnes de ce département qui se sont fait remarquer par leurs actions ou leurs travaux, avec l'indication de leurs ouvrages et de leurs portraits, t.  II, Grenoble, Librairie Dauphinoise, 1901, 490 p.
- Fabien Locher, Le savant et la tempête. Étudier l'atmosphère et prévoir le temps au XIXe siècle, Rennes, Presses Universitaires de Rennes, 2008.
- Laurent Jacquot, Société d'Études Historiques de Romans - Bourg de Péage, Mathieu de la Drôme, Cahiers Drômois, 2010.